# إبراهيم الخالدي
إبراهيم حامد الخالدي مؤلف شاعر وأديب وباحث في التراث من مواليد 20 يونيو 1971، نشرت قصائده ومقالاته وأبحاثه في العديد من المنابر الثقافية داخل وخارج الكويت، ترجمت بعض من أعماله إلى الإنكليزية والفرنسية. صدر له أربعة عشر كتاباً (عدا الدواوين الشعرية) في مجالات التاريخ والتراث الشعبي، معد ملف وسم في مجلة المختلف المهتمة بالتراث الشعبي.

## إصداراته
- «المستطرف النبطي»
- "طواريق النبط" - أوزان وبحور الشعر الشعبي".
- «المصور البدوي»
- «ربما كان يشبهني»
- "الجامع المختصر للألقاب والعزاوي عند البدو والحضر"
- «دخلنا بلد يقال له الكويت»
- «دعوة عشق للأنثى الأخيرة»
- «عاد كم حيث جاء»
- «احتمالات المعنى»
- «تاريخ الشعر النبطي»
- " حديث الصحراء""
- «المعلقات النبطية»
- «الفرّيس»
- «الزير سالم»
- «تحفة المشتاق في أخبار نجد والحجاز والعراق»
- «ديوان شاعر الزبير عبد الله بن ربيعة»
- «ديوان الفارس الأمير عبيد العلي الرشيد»
- «ديوان شاعر الحجاز بديوي الوقداني»
- «ديوان الفارس الشيخ تركي بن حميد»
- «ديوان أمير الشعر الغزلي محسن الهزاني»
- «ديوان الفارس الشيخ مشعان الهذال»
- تاريخ وقائع الشهر.. في العراق وما جاوره في (مجلة لغة العرب البغدادية) (يوليو 1911 - أكتوبر 1931).[2]
- النبهاني وتحفته.[3]

## عمله الصحفي
عمل في الصحافة الثقافية منذ عام 1991م في عدد من الجرائد والمجلات الكويتية والخليجية منها:
1. جريدة جريدة صوت الكويت 1991 – 1992
2. جريدة الوطن الكويتية 1993 – 2001
3. جريدة السياسة (الكويت) 2001
4. جريدة عالم اليوم 2007 – 2009
5. مجلة سمرة
6. مجلة مرآة الأمة
7. مجلة فنون
8. مجلة الغدير
9. مجلة المختلف
10. مجلة حياة الناس
11. مجلة قطوف

## عضوياته
- عضو رابطة الأدباء الكويتيين
- عضو جمعية الصحافيين الكويتية
- عضو جمعية المعلمين الكويتية